# Philip Stanhope (4º Conde de Chesterfield)

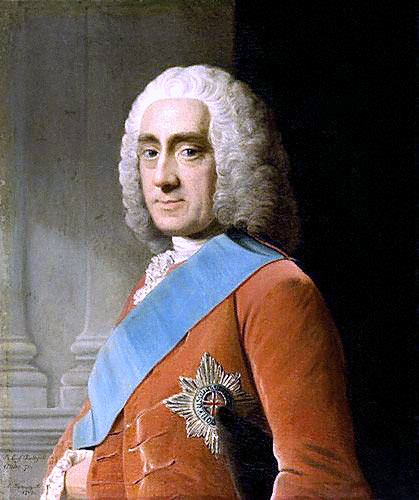
Retrato de Lord Chesterfield.

Philip Dormer Stanhope, IV Conde de Chesterfield (22 de septiembre de 1694-24 de marzo de 1773) fue un estadista británico y hombre de letras, famoso por las Cartas a su hijo, recopilación de la correspondencia que mantuvo con su hijo natural.
Hasta la muerte de su padre en 1726, era conocido por ser un Whig (sobrenombre para el Partido Liberal Británico). Nació en la ciudad de Londres, en Inglaterra, y fue educado en Cambridge, desde donde posteriormente marchó al Grand Tour del continente. La muerte de Ana de Gran Bretaña y el ascenso de Jorge I le abrió las puertas de la carrera política y lo trajo de retorno a Inglaterra. Su familiar James Stanhope, ministro favorito del rey, le procuró el puesto de gentilhombre de cámara del príncipe de Gales.

## Carrera en el Parlamento
En 1715 entró en la Cámara de los Comunes con el patronímico de Lord Stanhope de Shelford, y como parlamentario por St Germans. Se hizo conocido a raíz de la moción de censura presentada contra el duque de Ormonde, el 5 de abril de 1715, cuando pronunció un discurso en el que ejercitaba todos sus conocimientos de retórica. El discurso, fluido y dogmático, le ganó muchos cumplidos, pero se le recordó que le faltaban seis semanas para ser mayor de edad, por lo que tenía prohibido hablar ante la Cámara. Se le multó con 500 libras, abandonó la Cámara con una reverencia y marchó a Francia para comenzar su Grand Tour. 
Desde París, envió al gobierno británico valiosa información sobre una conspiración jacobita, lo que le valió la estima general. En 1716 regresó a Inglaterra, volvió a ocupar su escaño, y tomó parte activa en los debates parlamentarios. En la confrontación de aquel año entre el Rey y el Príncipe de Gales, Chesterfield se mantuvo fiel al príncipe, aunque tuvo la cautela de no romper definitivamente con el partido del rey. Se mantuvo en términos amistosos con la amante del príncipe, la condesa de Suffolk, con la que llevó una correspondencia que le ganó el odio de la Princesa de Gales. 
En 1723 el gobierno lo nombró capitán de los Gentleman Pensioners, sinecura muy lucrativa, y en enero de 1725, con la reinstauración de la Orden del Baño, se le ofreció formar parte de ella, pero declinó el ofrecimiento.
A la muerte de su padre en 1726, tomó su escaño en la Cámara de los Lores, y su oratoria, por lo general poco efectiva en los Comunes, pronto fue apreciada por los Lores, entre los cuales comenzó a destacar. 
En 1728 fue enviado a La Haya como embajador. Su tacto y temperamento, y su destreza y discernimiento, le permitieron realizar un excelente servicio al Reino Unido, lo que le valió la amistad del poderoso primer ministro Robert Walpole, así como la Orden de la Jarretera y el cargo honorífico de Lord Stewart (Lord Mayordomo de la Casa Real). 
En 1732 tuvo un hijo con una tal Mademoiselle du Bouchet, dama francesa con la que pese a ello no se casó, dado que se le había ofrecido en matrimonio a Melusina von der Schulenburg, condesa de Walshingham e hija ilegítima del rey Jorge I. Pese a ello, consideró su deber procurar un brillante futuro a su hijo Philipp, a quien internó en la prestigiosa Westminster School y con quien comenzaría la correspondencia que formarían las Cartas a su Hijo, donde ofrecía todo tipo de consejos e instrucciones a su hijo.
En 1731, Robert Walpole lo envió a Austria para negociar el segundo Tratado de Viena, algo que hizo con éxito e inauguró la alianza anglo-austríaca. Al año siguiente, con la salud resentida, dimitió de su embajada y regresó a Inglaterra, donde se casó con la antes mencionada Melusina von der Schulenburg. 
Tras unos meses de descanso, regresó a la vida pública y se convirtió en uno de los líderes de la Cámara de los Lores. Aunque se mantuvo fiel al gabinete Walpole, no demostró la sumisa actitud exigida por los seguidores de Walpole. Cuando se opuso al proyecto de ley de Impuestos Especiales, una impopular medida impulsada por Walpole, este, que retiró la propuesta al ver que la oposición liderada por Chesterfield iba a tumbar la medida, lo convirtió en su enemigo. Lo cesó fulminantemente de su cargo de Lord Stewart, algo considerado como una humillación. Durante los dos siguientes años, Chesterfield encabezaría la oposición a Walpole en la Cámara Alta, conspirando contra Walpole en toda ocasión. En 1741 firmó la petición de dimisión de Walpole ante los desastres de la Guerra del Asiento y se marchó, con la excusa de mala salud, al continente.
Visitó a Voltaire en Bruselas, inspirado en este encuentro Voltaire escribe la novela "Los oídos del Conde de Chesterfield, y el capellán Gudman".
Pasó algún tiempo en París, donde mantuvo relación con Crebillon, Fontenelle y Montesquieu. En 1742 cayó el ministerio de Walpole, y lord Carteret, miembro del partido whig, lo sustituyó en todo salvo de iure. Aunque el gobierno Walpole cayó sobre todo debido a los esfuerzos de Chesterfield, la nueva administración, recelosa de este, lo ignoró para todo cargo político. Chesterfield se mantuvo así en la oposición, donde destacó por los cortésmente ácidos ataques a Jorge II, que comenzó a odiarlo visceralmente. 
En 1743, ante la publicación de la nueva revista Old England; or, the Constitutional Journal, Chesterfield comenzó a escribir en ella con el pseudónimo de "Jeffrey Broadbottom". También publicaría una serie de panfletos políticos, en algunos de los cuales contó con la ayuda de Edmund Waller. Su enérgica campaña contra Jorge II y su gobierno le valió la gratitud de la Duquesa de Marlborough, quien le legó 20.000 libras en su testamento como muestra de gratitud. 
En 1744, los desastres en la Guerra de Sucesión Austríaca obligaron a Jorge II a cesar al gobierno Carteret, y una coalición encabezada por Chesterfield y Pitt "el Viejo" asumió el poder. La situación política europea era crítica, con Prusia y Baviera atacando Austria, y Francia y España amenazando con unirse a la guerra, por lo que la experiencia de Chesterfield en política europea hicieron que fuera nombrado embajador en La Haya. El objeto de su misión era negociar la adhesión de Holanda a la Guerra de Sucesión Austríaca, en el bando anglo-austríaco. Su misión fue un éxito absoluto, y le valió el nombramiento de Lord-Liuetenant de Irlanda (gobernador general de Irlanda), un cargo que había perseguido desde hacía tiempo.
La administración de Chesterfield en Irlanda, aunque breve, es considerada como una de las más eficaces y dignas del gobierno inglés sobre la isla. Al acceder al cargo, rechazó el sistema de sinecuras y corruptelas tradicionalmente asociado al gobierno de Dublín; tras reprimir duramente la corrupción, tomó directamente las riendas del poder, y, siguiendo las ideas de Edmund Burke al respecto, desarrolló una política de compromiso y tolerancia hacia el pueblo irlandés. Considerando que buena parte de los problemas irlandeses procedían no tanto de su condición católica como de su pobreza, promovió el establecimiento de escuelas, roturación de cultivos, y manufacturas, al tiempo que mantenía a raya y trataba de conciliar las posiciones de los orangistas protestantes y los católicos. 
En 1746, ante el desarrollo de la Guerra, tuvo que abandonar su cargo y aceptar el nombramiento de Ministro de Asuntos Exteriores. Aunque trató de acercar posturas con Francia, la oposición interna a su ministerio fue demasiado grande: tenía en contra al monarca, Jorge II, y a su esposa, la reina Carolina; igualmente, la continua injerencia de lord Newcastle y de lord Sandwhich, que anulaban todas sus iniciativas, lo llevó finalmente a dimitir del cargo en 1748. Su dimisión fue admirada por la dignidad con que la llevó a cabo, y hasta se publicó una célebre Apología sobre una reciente dimisión a su favor, cuya autoría rechazó en público, si bien se cree que Chesterfield es, al menos en parte, su autor. Tras su dimisión, abandonó paulatinamente su dedicación a la política activa.

## Años posteriores

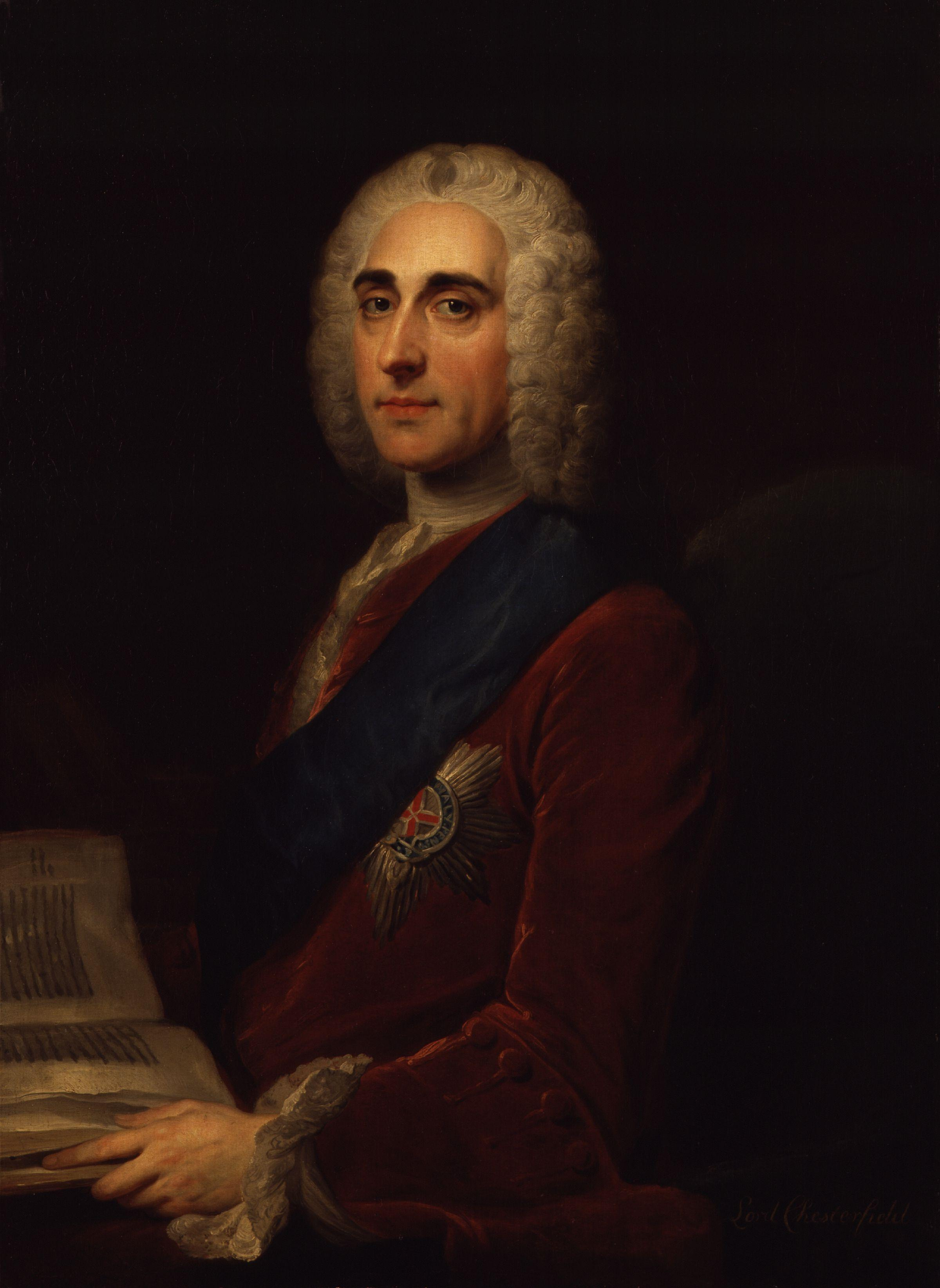
Philip Lord Chesterfield.

Tras conseguir, mediante su fino tacto, el perdón de Jorge II, este le ofreció elevar el condado de Chesterfield a ducado, algo que Philip rechazó. Siguió acudiendo a la Cámara Alta durante algunos años más. En 1751, secundado por Lord Macclesfield, presidente de la Royal Society, y por el matemático James Bradley, promovió en el parlamento la adopción del calendario gregoriano en el Reino Unido, que hasta entonces había empleado el calendario juliano. La propuesta tuvo éxito, y fue promulgada como una ley a veces llamada Ley Chesterfield en su honor. De todos modos, Chesterfield se estaba quedando paulatinamente sordo, por lo que poco a poco se fue retirando de la vida política y de la sociedad.
En 1755 ocurrió la famosa disputa con el crítico y lexicógrafo Samuel Johnson en lo relativo al Diccionario de la Lengua Inglesa que este estaba preparando. Ocho años antes, en 1747, Johnson envió a Chesterfield, por entonces Ministro de Asuntos Exteriores, una propuesta de suscripción para la elaboración del primer diccionario de la lengua inglesa que Johnson pretendía redactar. Chesterfield se suscribió con 10 libras al diccionario, sin en apariencia mostrar ningún otro interés en el asunto, pues según se dice no creía factible que una única persona, Johnson, pudiera redactar el diccionario. Sin embargo, cuando Johnson anunció que este estaba a punto de ser publicado, Chesterfield publicó en el World dos artículos ensalzando la empresa; esto era un mensaje claro para Johnson, indicándole que Chesterfield deseaba que el diccionario del que previamente se había desentendido le fuera dedicado a él. Para tratar del asunto, decidió reunirse con Johnson, a quien invitó a su casa; sin embargo, cuando Johnson apareció en casa del lord, este lo hizo esperar en su antecámara mientras recibía al empresario teatral Colley Cibber. Esto humilló profundamente a Johnson, que esperaba una mayor deferencia por parte de Chesterfield, quien además se vanagloriaba de ser un patrón de las letras. Abandonó la antecámara sin ser recibido, y posteriormente escribió una carta a Chesterfield en la que defendía a los hombres de letras y en la que, de manera educada pero tajante, rechazaba dedicar el diccionario a Chesterfield. El "respetable hotentote" que Chesterfield mencionaba en una de sus cartas, aunque en la actualidad se sabe que era George Lyttelton, se creyó durante mucho tiempo que era una mención a Samuel Johnson.
A mediados de la década de 1760 Chesterfield redactó una convincente crítica a la Stamp Act (Ley de Franqueo Postal) aprobada por el gobierno Grenville, y que conduciría a la independencia de las Trece Colonias. De acuerdo con Chesterfield, la ley era absurda, porque no podía ser aplicada de manera efectiva, e incluso si pudiera hacerse, el nuevo impuesto no supondría más de 80.000 libras anuales al tesoro británico, mientras que los costes asociados a la reducción del comercio con las colonias americanas podía estimarse en al menos un millón de libras anuales (en realidad, las pérdidas superaron ampliamente esa cifra, y se acercaron a los dos millones de libras).

## Muerte del hijo
En 1768 murió Philip Stanhope, el hijo en el que tantas esperanzas había depositado Chesterfield. El cuidado constante que puso en la educación de su hijo, testimonio del cual se tiene en las Cartas a su hijo, resultó para Philip Stanhope en una carrera honorable pero no especialmente brillante. La muerte de su hijo sobrecogió a Chesterfield, lo cual vino además acompañado por una noticia del todo inesperada: en contra de las recomendaciones de su padre, que buscaba para el joven Philip un brillante matrimonio, este se había casado en secreto con una dama de orígenes humildes, con la que además tenía dos hijos. 
Perdido su único vástago (pues de su matrimonio con von der Schulenberg no tuvo descendencia), Chesterfield adoptó a su ahijado y primo tercero, también llamado Philip Stanhope (1755-1815), a fin de poder transmitir su título y sus posesiones. No obstante, no abandonó a sus nietos Charles (1761-1845) y Philip (1763-1801), a quienes legó una anualidad de 100 libras anuales así como un capital de 10 000 libras a repartir entre ambos. Los detalles de su testamento fueron publicados en The Gentleman's Magazine en 1773.
Su famoso comentario "Tyrawley y yo hemos estado muertos estos dos años, pero no hemos querido darnos cuenta de ello" quizá sea la mejor descripción de su humor y su estado durante sus últimos años, pues a su sordera se le añadió la ceguera. Su memoria y sus buenas maneras no lo abandonaron nunca; sus últimas palabras "Ofrezca a Dayrolles una silla" muestran que nunca olvidó a sus amigos ni el modo en que había que tratarlos. Murió el 24 de marzo de 1773.

## Valoración
Chesterfield era egoísta, vanidoso, calculador y despectivo; no era generoso por naturaleza, y practicó el disimulo hasta que se convirtió en parte de su naturaleza. A pesar de sus brillantes talentos y la admirable educación que recibió, no puede decirse que su vida fuera un éxito absoluto. La ansiedad con que buscaba destacar como orador fue advertida pronto, y Horace Walpole, que pudo escuchar a todos los grandes oradores de su tiempo, prefería a Chesterfield frente a todos los demás; sin embargo, la elocuencia de Chesterfield no era comparable a la de Pitt el Viejo, que aglutinó en detrimento de aquel a toda la oposición whig del parlamento. 
Samuel Johnson, de acuerdo con Boswell, comentó con mordacidad que "Creía que este hombre [lord Chesterfield] era un señor entre los ingenios; pero descubro que no es más que un ingenio entre señores." Con esto dejaba claro su opinión de que, pese a querer aparecer como uno de los grandes hombres de ingenio de su tiempo, Chesterfield no dejaba de ser un noble que solo había asumido ese objetivo, sin tener cualidades naturales sobresalientes para ello. 
La publicación de las Cartas a su hijo hizo conocida al público una faceta hasta entonces solo intuida de Chesterfield. El doctor Johnson diría que las cartas "...enseñan la moralidad de una prostituta, y las buenas maneras de un maestro de baile." Como cortesano, Chesterfield ridiculizaba a Robert Walpole, cuyas maneras eran todo menos refinadas, y de hecho se lo consideraba como uno de los nobles más distinguidos de su época gracias a ellas. Sin embargo, el que recomendara a su hijo medrar por medio de los buenos modos, disimulando todo defecto conocido y mostrándose siempre suave y condescendiente con quien pudiera favorecerle, fue considerado en su época como un ejemplo de inmoralidad; según esto, Chesterfield se comportaba con esmerada elegancia y decoro simplemente porque esperaba obtener algo de todo ello.
Como político y estadista, la fama de Chesterfield reside en su breve y brillante administración de Irlanda, así como en sus labores diplomáticas como embajador.
Deseó ser recordado como un protector de las letras y un literato en sí mismo, algo que puso de manifiesto sus esfuerzos para que Johnson le dedicara el diccionario; aunque no lo logró, al menos inspiró un famoso cambio en la entrada "Toil" (duro, en el sentido de trabajar duro). Por lo demás, sus escritos publicados, una serie de epigramas y ensayos en los que despliega todo su ingenio, han sido siempre recibidos con frialdad e indiferencia, y su reputación literaria descansa en un volumen de cartas que nunca fueron escritas a ser publicadas, y que muestran cómo todos sus esfuerzos para que su hijo medrara fracasaron estrepitosamente sobre todo allí donde Chesterfield más había incidido. 
Las Cartas a su hijo, publicadas en 1774 por la viuda de su hijo, Eugenia Stanhope, más allá de su dudoso trasfondo moral constituyen un admirable retrato de la época, con exquisitas observaciones y deducciones. La compostura y los buenos modos de la sociedad del siglo XVIII quedan epitomizadas en una carta escrita en Bath el 9 de marzo de 1748:

"Desearía de todo corazón que pudieras ser visto a menudo sonriendo, pero nunca escuchado riéndote, mientras vivas. Las risotadas frecuentes y en voz elevada son un rasgo de locura y de malos modales; son la forma en que el vulgo expresa su ridículo entusiasmo ante cosas ridículas; y pasan por llamarlo alegría. En mi opinión no hay nada tan poco liberal, y por tanto carente de educación, como una risa audible. No soy de natural melancólico ni cínico, y estoy tan predispuesto a ser agradado como cualquier otro, pero estoy seguro de que desde que hago uso de razón, nadie me ha oído nunca reirme."

Otras citas de Chesterfield serían:
- El mundo es un país que nadie jamás ha conocido por descripciones; es necesario que uno mismo viaje a través de él para conocerlo.
- Un hombre capaz demuestra su espíritu mediante palabras amables y acciones decididas.
- Te recomiendo que te cuides únicamente de los minutos, ya que las horas se cuidarán por sí mismas.
- Si no plantamos el árbol de la sabiduría cuando somos jóvenes, no podrá prestarnos su sombra en la vejez.